# Армандо Фернандес (ватерполіст)
Армандо Фернандес (нім. Armando Fernández, 11 травня 1955) — мексиканський, пізніше німецький ватерполіст.
Бронзовий призер Олімпійських Ігор 1984 року, учасник 1972, 1976, 1988 років.
Переможець Панамериканських ігор 1975 року.